# Красицкий, Ян Канти
Граф Ян Канти Мария Игнацы Алексий Красицкий (пол. Jan Kanty Maria Ignacy Aleksy Krasicki; 26 октября 1837, Навоёва — 16 января 1893, Вена) — помещик, экономический деятель, консервативный политик, член Палаты депутатов Рейхсрата Австрии (1873—1885) и член Палаты лордов Рейхсрата Австрии (1885—1893).

## Биография
Представитель польского шляхетского рода Красицких герба «Рогаля». Единственный сын графа Казимира Антония Красицкого (1807—1882) и Марии Изабеллы Стадницкой (1812—1879).
Окончил юридический факультет Львовского университета. Идейный стажер, с 1862 года был концептом Галицкой губернии во Львове (1859—1862). В 1862 году делегирован уполномоченным при Государственном министерстве, затем с 1865 года чиновником губернаторства, с 1866 года в отпуске. В 1873 году он вышел в отставку.
Помещик, с 1860 года владелец имения Глинне в округе Леско, а после смерти отца в 1882 году и Боратын в округе Ярослав. Член Ярославского отделения (1861—1873) и Перемышльско-Мостиско-Яворовско-Мосцицкого отделения (1882) Галицкого крестьянского общества во Львове. Член Краковского сельскохозяйственного общества (1861—1864) и Административного совета Галицкого общего страхового общества (1871—1875). Председатель наблюдательного совета Приднестровской железной дороги (1874—1876). Член (1876—1882) и председатель (1883—1889) наблюдательного совета Львовско-Черновицко-Ясской железной дороги. Председатель наблюдательного совета Львовско-Белжецкой железной дороги (1889 г.).
Член Государственного совета Австрии 5-го срока (4 ноября 1879 — 22 мая 1879) и шестого срока (7 октября 1879 — 23 апреля 1885), избран в курию IV (сельские коммуны) по избирательному округу № 13. (Ярослав-Радымно-Сенява-Цешанув-Любачув). Входил во фракцию консервативных депутатов (подоляков) в Польском коло в Вене. 19 сентября 1885 года назначен императором пожизненно членом Палаты лордов Государственного совета, эту должность он занимал с 15 октября 1885 года.
Он умер от самоубийства. В 1892 году он попытался покончить жизнь самоубийством, перерезав себе горло, но был спасен. В январе следующего 1893 года он прыгнул с третьего этажа отеля в Вене. Причиной суицидального шага, вероятно, была нервная болезнь и финансовые проблемы. Похоронен на Центральном кладбище в Вене (сектор 41 А — могила 4).

## Семья
1 июня 1876 года в Риме Ян Канти Красицкий женился на Марии, урожденной Корвин-Красицкой (1847 — 19 сентября 1912), дочери графа Станислава Костки Алексия Корвин-Красицкого (1811—1849) и Дороты, урожденной княгини Яблоновской (1820—1900). У них была дочь Хелена Изабела (1 апреля 1879—1940), вышедшая замуж за полковника Эмануэля Хомолакса (1873—1929).

## Награды
- Кавалер Королевского Баварского Ордена Св. Георгия (24 апреля 1869 г.)[3]
- Кавалер Большого креста папского ордена св. Григория Великого (1891)[3]
- Кавалер папского ордена Гроба Господня (31 октября 1867 г.)[3]
- Кавалер Большого креста Румынского ордена Короны (1889 г.)[3]
- Мальтийский рыцарь (20 марта 1862 г.)[3].

С 7 ноября 1863 года австрийский гофмейстер (камергер).